# Pitavastatina
La pitavastatina es un fármaco de la familia de las estatinas utilizado para disminuir los niveles de colesterol en sangre.

## Historia
Sintetizada por el laboratorio japonés (Kowa Corporation Ltd.), está desde el 2005 comercializada en Japón y Corea, habiendo sido concedida la licencia para Europa a Recordati Farma, laboratorio de matriz italiana. Actualmente se ha presentado la documentación al organismo encargado de su valoración, y se espera su comercialización hacia el segundo semestre del 2010.
Actualmente en España es comercializada por Esteve.

## Farmacocinética.

### Vías de administración (Formas de uso).
Vía oral.

### Absorción.
Como el resto de las estatinas su absorción es baja, aunque presenta la tasa de biodisponibilidad mayor de todas las estatinas comercializadas hasta el momento.

### Distribución.
Amplia, cruzando barrera hematoencefálica y placentaria y pasando a leche en mujeres lactantes.

### Metabolismo y metabolitos.
El metabolismo es hepático, dependiente de las isoenzimas CYP2C9 y CYP2C8.

### Excreción.
Como otras estatinas es fundamentalmente a través de las heces y solo un 3% por vía renal.

## Mecanismo de Acción.
La pitavastatina es un inhibidor de la 3-hidroxi-3-metilglutaril-coenzima A (HMG-CoA) reductasa. Esta enzima cataliza la conversión de la HMG-CoA a mevalonato, que es un metabolito clave en la biosíntesis de colesterol. En el esquema adjunto puede observarse el nivel de bloqueo de las estatinas así como de otras sustancias en la biosíntesis del colesterol.
La reacción concreta sería:

En la que una molécula de HMG-CoA se reduce mediante la actuación de la HMG-CoA reductasa y la coenzima NADPH dando como resultado mevalonato y CoA. La inhibición de la enzima se realiza de forma competitiva, parcial y reversible.
El bloqueo de la síntesis hepática del colesterol produce una activación de las proteínas reguladoras SREBP (sterol regulatory elements-binding proteins), que activan la transcripción de proteínas y, por tanto, producen una mayor expresión del gen del receptor de LDL y un aumento en la cantidad de receptores funcionales en el hepatocito.

## Indicaciones
Debido a su reciente investigación, la pitavastatina no tiene estudios clínicos que respalden su utilidad supuesta. En el único estudio clínico postcomercialización realizado hasta ahora parece que a dosis de 4 mg/día es capaz de disminuir un 8% los niveles de C-LDL, lo cual avalaría su uso como hipolipemiante. En general las indicaciones podrían asemejarse a las del resto de las estatinas.